# Dragon & Dungeon
Dragon & Dungeon è stata una rivista italiana dedicata al gioco di ruolo fantasy Dungeons & Dragons edita dalla Nexus Editrice in collaborazione con 25 Edition, che ne era distributore ufficiale. Il nome della rivista non è l'inversione dei termini provenienti dal nome del gioco di ruolo ma bensì l'unione delle due riviste statunitensi Dragon e Dungeon all'epoca pubblicate dalla Paizo Publishing su licenza Wizards of the Coast. La rivista è stata pubblicata per quasi 4 anni, per un totale di 21 numeri, ed ha riscosso un discreto successo tra il pubblico italiano.

## Storia
Dragon & Dungeon è stato un progetto ambizioso della Nexus Editrice che si occupava di tradurre alcuni tra gli articoli più interessanti delle riviste Dragon e Dungeon e di riproporli al pubblico italiano. Originariamente la rivista doveva essere composta da 96 pagine, di cui 10 dedicate ad altri giochi e sistemi di gioco. È stata la prima rivista italiana dedicata interamente a Dungeons & Dragons, seppur composta quasi interamente da materiale tradotto (il materiale originale italiano presentato è poco ed è composto da recensioni).
Il primo numero fu annunciato per il 10 marzo 2003 nonostante la copertina dell'uscita si riferisca ufficialmente ad aprile 2003. Le pubblicazioni sono proseguite per quasi 4 anni, fino a quando, il 19 aprile 2007 la Wizards of the Coast annunciò il ritiro delle licenze di pubblicazione alla Paizo condannando quindi anche Dragon & Dungeon alla chiusura.
L'editoriale di Federico Burchianti apre il ventunesimo ed ultimo numero con il ritornello di The End dei Doors auspicando che la decisione della Wizards of the Coast non sia definitiva o sia rinegoziabile, ma le speranze sono vane ed infatti nessuna proroga o deroga viene concessa alla rivista italiana, che chiuderà così come quelle americane.
Le riviste statunitensi spostarono di fatto la loro pubblicazione su D&D Insider, uno strumento a pagamento all'interno del sito della Wizards of the Coast, mentre la rivista italiana semplicemente cessò le pubblicazioni.

## Caratteristiche
Ogni numero apre con un editoriale, uno spazio dedicato alle imminenti uscite sul mercato riguardanti il mondo di Dungeons & Dragons, 64 pagine a colori di articoli di Dragon, i consigli del saggio (ovvero FAQ ed errata sul regolamento di D&D) e per chiudere il fumetto Dork Tower. Esattamente al centro dei primi 12 numeri, in modo che sia facilmente staccabile dal resto della rivista, è presente un'avventura di 16 pagine tratta da Dungeon stampata su carta anticata (lo stesso tipo di carta utilizzato dalla rivista originale americana). Questa scelta è cambiata a partire dalla tredicesima uscita, in cui l'avventura tratta da Dungeon è stampata a colori e inserita non più al centro, ma amalgamata al resto degli articoli della rivista. Anche la distribuzione degli articoli provenienti dalle riviste americane è stata rivista, dando uno spazio maggiore agli articoli di Dungeon. In ogni numero (fatta eccezione per i numeri 12, 18, 19, 20 e 21) è previsto un omaggio, che solitamente consiste in 4 fogli di mappe, segnalini e sagome cartonate estraibili ed utilizzabili sopra una mappa quadrettata, per meglio riprodurre delle possibili situazioni di gioco. Il poter attingere da una grandissima vastità di materiale già pubblicato (le riviste statunitensi infatti, avevano già centinaia di numeri all'attivo) ha comportato l'innegabile vantaggio di rendere i contenuti della rivista italiana più omogenei, pubblicando spesso numeri tematici il cui contenuto era composto da articoli riguardanti argomenti simili ma presi da diversi numeri di Dragon o Dungeon.
Da notare che Dragon & Dungeon è nata a cavallo del passaggio dalla terza edizione alla 3.5 (la quale venne annunciata nel luglio del 2003), perciò gli articoli dei primi numeri si riferiscono ancora all'edizione cosiddetta "edizione 3.0". A questo proposito la redazione italiana si è prodigata per tradurre molti articoli recenti, a volte di soli 1 o 2 mesi precedenti, per evitare il più possibile un conflitto tra le edizioni all'interno della rivista.
Il costo della rivista è stato di 6,90 € per le prime 16 uscite, aumentato a 7,50 € per le ultime 5. Era possibile sottoscrivere un abbonamento annuale al prezzo di 32,50 € nel quale veniva garantito il prezzo bloccato per tutta la durata della sottoscrizione, ed erano inclusi degli omaggi (il primo anno 2 avventure della serie Legends & Lairs, dal secondo anno in avanti un buono di 10 € da spendere in giochi sul sito Arima).
Al termine del secondo anno di pubblicazioni, nel maggio del 2005, è stato edito anche un numero di "Dragon & Dungeon: speciale", un'uscita composta da 128 pagine in bianco e nero (7,90 €) con l'editoriale, 4 avventure e 2 Minacce Critiche tratte da Dungeon ed infine il fumetto Dork Tower. Nonostante sulla copertina vi sia riportato "Speciale numero 1", non vi seguirà nessun'altra pubblicazione.

### Rubriche
Dragon & Dungeon contiene numerosi articoli, i quali possono essere legati ad tematiche variabili di numero in numero, oppure possono appartenere ad una rubrica. Le rubriche sono delle sezioni che trattano sempre dello stesso argomento, perciò il lettore sa già dall'indice cosa aspettarsi. A causa della forte impronta tematica data dall'edizione italiana, non tutte le rubriche sono presenti in ogni uscita, ed invece a volte nello stesso numero una rubrica può comparire due volte.

#### Rubriche di Dragon
Qui di seguito sono presentate alcune rubriche presenti in Dragon e riproposte sulla rivista italiana:
- Il Bazaar del Bizzarro: in questa rubrica tenuta da autori sempre diversi lo scopo è semplicemente quello di presentare nuovi oggetti magici o artefatti. Gli oggetti sono sempre descritti e caratterizzati molto bene, corredati di disegni e relative caratteristiche tecniche.
- Campagne con Classe: rubrica gestita in modo fisso da Andy Collins, potrebbe essere considerata complementare a Le Vostre Campagne. Infatti questo spazio "pratico" è dedicato completamente a questioni tecniche come nuovi talenti, nuove classi, e qualsiasi altro elemento del gioco possa avere delle statistiche.
- I Consigli del Saggio: il Sage Advice è un appuntamento immancabile sia nell'edizione americana sia in quella italiana. Questa sezione, posizionata sempre nelle ultime pagine del numero, è curata da Skip Williams e tratta tutte le questioni inerenti al regolamento di Dungeons & Dragons. I lettori possono inviare i loro dubbi via posta e il saggio, Skip Williams, risponde loro basandosi sulle regole dei manuali ufficiali e sulle errata pubblicate. Le migliori domande (pubblicate e non) compariranno anche sulle FAQ ufficiali messe a disposizione sul sito internet della Wizards of the Coast assieme alle errata.
- Ecologia: questa sezione è dedicata interamente all'approfondimento su un mostro o una categoria di mostri (es. draghi). Non vengono trattati solo da un punto di vista regolistico, ma anzi vengono sviscerati argomenti attinenti al mostro stesso (società, abitudini, rapporti con altre razze, etc...) e questo rende la rubrica qualcosa di diverso dalle mere statistiche descritte nel Manuale dei mostri. Sono comunque presenti elementi tecnici come talenti, classi di prestigio, varianti e via discorrendo.
- La Guida di Elminster ai Reami: rubrica storica tenuta da Ed Greenwood riguardante l'ambientazione Forgotten Realms. Solitamente vengono presentati situazioni e luoghi minori di Faerûn, che per un motivo o per un altro non sono stati trattati in modo così dettagliato sui manuali di riferimento (per questo motivo gli elementi presentati nell'articolo sono spesso adattabili ad altre ambientazioni).
- Ottenere Prestigio / Personaggi di Classe: rubrica che può trattare sia di classi base, sia di classe di prestigio. Si parte da un argomento centrale (che può essere una razza, un mostro, o perfino un concetto come "il male") per poi sviluppare delle caratterizzazioni e delle possibili tipologie di PG/PNG. Successivamente il tutto viene presentato in maniera più tecnica e formale con classi e/o classi di prestigio. Ottenere Prestigio in realtà, come dice il nome stesso, tratta degli stessi argomenti ma vengono presentate sempre e solo classi di prestigio.
- Razze Dominanti: sezione dedicata a nuove razze, o razze di edizioni passate ripresentate con il nuovo sistema di regole D&D 3.5. La razza viene presentata in modo completo, proprio come sul manuale del giocatore, con personalità, aspetto fisico, disegni, caratteristiche razziali e tutto quello che è necessario affinché questo elemento venga giocato al meglio.
- Sapienza Magica: questa rubrica tratta, semplicemente, di nuovi incantesimi per classi/classi di prestigio già esistenti, ed eventualmente presenta organizzazioni o personaggi che potrebbero fare uso di questi nuovi incantesimi.
- Le Vostre Campagne: non può mancare uno spazio "teorico" dedicato alle campagne. Questa rubrica tratta di argomenti vari che si rivolgono a quei DM che cercano di organizzare storie e filoni per i propri giocatori. Gli argomenti trattati possono essere anche molto diversi tra loro, si va dalla presentazione approfondita di popoli e razze (in modo che possano essere ambientate verosimilmente dal DM e vissute coerentemente dai giocatori), spunti e idee per ravvivare le avventure o creare scontri avvincenti, fino ad argomenti di metagioco, slegati dai manuali e dalle regole.

#### Rubriche di Dungeon
Qui di seguito sono presentate alcune rubriche presenti in Dungeon e riproposte sulla rivista italiana:
- Avventure: la parte più importante di Dungeon è rappresentata dall'inserto avventura. Le avventure sono lunghe circa 16 pagine, ma in alcune occasioni sono state pubblicate spezzate in due episodi in modo da poter proporre al pubblico italiano anche delle avventure più lunghe senza togliere spazio agli articoli. Solitamente questo inserto è coerente, per quanto possibile, con il tema di quel numero della rivista. Avventure più lunghe e corpose sono state pubblicate su Dragon & Dungeon: speciale.
- Creare il Dungeon: si traduce fondamentalmente nella presentazione di una serie di articoli intitolati Padroneggiare il gioco, di Monte Cook. Viene trattato il gioco, dall'inizio alla fine, toccando sia argomenti di gestione all'interno del gioco, sia all'esterno del gioco. Sono consigli prevalentemente per novizi, che guidano il lettore a creare una campagna o una sessione di gioco da zero.
- Minacce Critiche: quasi sempre questa sezione di un paio di pagine segue un'avventura, anche se i contenuti nella maggior parte dei casi sono scollegati. Vengono presentati solamente personaggi non giocanti singoli che possono rappresentare una potenziale minaccia per i giocatori. Oltre alle mere statistiche vengono forniti un'introduzione/background, tattiche e possibili agganci per contestualizzare la minaccia.
- Taccuino della Campagna: rubrica composta solitamente da poche pagine, completa in modo definitivo il settore campagne già trattato dagli articoli di Dragon. Vengono presentati elementi tecnici, ma non con lo scopo di aggiungere nuovo materiale al gioco, ma al contrario per velocizzare o aiutare il lavoro del dungeon master. Il lettore potrà trovare tabelle per popolare città, meccanismi per generare tesori, e così via...

## Pubblicazioni
La rivista è stata pubblicata per quasi 4 anni con cadenza bimestrale, per un totale di 21 numeri. Nel maggio del 2005 è stato inoltre pubblicato uno speciale, intitolato "Dragon & Dungeon: speciale" composto da materiale solamente tratto dalla rivista Dungeon.
| N° | Data           | Titolo (ufficioso)                       | Dragon1 | Dungeon1 | Omaggio                           |
| -- | -------------- | ---------------------------------------- | --- | --- | --------------------------------- |
| 1  | Aprile 2003    | Speciale Dei e Semidei: Combatti gli Dei | Religioni Realistiche[283], Esseri Potenti[294], Piccoli Dei[293], Benedizioni di Guerra[299], L'Esercutore del Canto Notturno[293], L'Inflitratore del Canto Notturno[294], Il Minotauro Perduto[293], Reliquie della Fede[294], Living Greyhawk Italia4, Campagne con Classe[293], Mostri, ma con Classe[293], Icewind Dale II4 | L'Ultima Caccia[94], Keershaz[95], Lo Scavo[94] | 4 pagine di mappe in cartoncino   |
| 2  | Giugno 2003    | Speciale Gladiatori: Sangue nell'Arena   | Gloria e Trionfo[303], Sangue e Gloria[303], Revision 3.5 Update[304], I Segreti della Gilda[296], La Polla della Stella Cadente[293], Armature Arcane[302], Living Greyhawk Italia4 | Lo Sciame [92] | 4 pagine di mappe in cartoncino   |
| 3  | Agosto 2003    | Siate Pronti per i Livelli Epici         | Le Sentinelle del Branco[297], Reliquie del Mito[297], Living Greyhawk Italia4, Gli Orrori del Cormyr[299], I Segreti della Gilda[299], La Grande Caraffa[302], Revision 3.5 Update[306], Dai Dungeons alle Piramidi4 | La Strega del Ponte del Serpente[95] | 4 pagine di mappe in cartoncino   |
| 4  | Settembre 2003 | Drow: la Natura del Male                 | Carne per Lolth: la Vita Segreta degli Elfi Scuri[298], Strumenti Sinistri[298], Le Crociate del Sodalizio delle Ceneri contro i Drow[298], Accademia Necronomica[303], Il Mulino di Jongrath[304], Le Punizioni di Lolth[298] | La Redenzione dello Sciacallo[95] | Schermo del dungeon master 3.52   |
| 5  | Dicembre 2003  | Possenti Eroi                            | Guerrieri Specialisti[310], Pugno Alternativo[310], Campioni del Divino[310], Pugnale e Sotterfugio[310], La Torre di Taln[297], La Fiamma del Destino[297], Dungeons&Dragons: Il Gioco da Tavolo4 | Racconti di Pesca[99] | 4 pagine di mappe in cartoncino   |
| 6  | Febbraio 2004  | I Mille volti della Magia                | Stirpe Arcana[311], I Volti della Fede[311], Campioni del Divino[311], Maestri della Musica[311], I Forgiatori[305], Il Ponte Infestato[307], Book of Erotic Fantasy4 | Inferno Glaciale [103] | 4 pagine di mappe in cartoncino   |
| 7  | Giugno 2004    | Draghi Folli: Pazzie Draconiche          | Veleno e Spire[305], Il Potere della Mente[313], Strumenti Ottici[313], Armato Fino ai Tentacoli[308], Le Psicosi dei Draghi[313], Crescite Malefiche[301], Agli Ordini[314] | L'Uovo Nero[106] | 4 pagine di mappe in cartoncino   |
| 8  | Agosto 2004    | Il Fascino del Male                      | Quanto Possiamo Spingerci in Avanti[300], Razziatori del Divino[312], I Segreti degli Scriba della Pelle[300], Servi dell'Oscurità[300], Fauci d'Ebano[312], Per Mano delle Streghe[300], Conan: The Roleplaying Game4 | Il Satiro di Ferro (prima parte)[108] | 4 pagine di mappe in cartoncino   |
| 9  | Ottobre 2004   | Sulle Ali del Drago                      | I Reami dei Draghi[320], Personaggi Draghi[320], Draghi Planari[321], Allevare i Draghi[320], Demon Stone4 | Il Satiro di Ferro (seconda parte)[108], Evard[107], Dentalion[106] | 4 pagine di mappe in cartoncino   |
| 10 | Gennaio 2005   | I Venti della Magia                      | Conoscenza del Corpo[327], Veri Nomi e Feticci[327], Adoperare Componenti di Potere[327], In Compagnia dei Morti[312], Le Alte Note della Magia[327], Greyhawk[315] | L'Ospitalità dei Mellorn[107] | Set promozionale di Anachronism   |
| 11 | Marzo 2005     | 22 Nuovi Talenti                         | Leggenda e Letteratura[278], Forgia e Martello[278], Il Lessico dei Nani[278], Talenti di Greyhawk[319], Il Signore della Pietra[278], Passeggiate e Indovinelli[285], I Custodi di Arvoreen[321], I Tesori dei Nani[323] | Tetrastilo (prima parte)[99] | 4 pagine di mappe in cartoncino   |
| 12 | Giugno 2005    | Modelli di Stirpe!                       | Foglia e Spina[279], Il Lessico degli Elfi[279], Leggenda e Letteratura[279], Il Mercato degli Elfi[279], Elfi Fantasma[313], Modelli di Stirpe[328], Studio e Scherzo[291], Il Libro Nascosto[324] | Tetrastilo (seconda parte)[99], Lassiviren l'Oscuro[114], Larsa Essinel[118] | -                                 |
| 1  | Maggio 2005    | Speciale3                                | Il Lupo che Piange[102], Il Destino della Tammeraut[106], La Prigione del Portatore di Fiamma[101], La Devastazione di Redshore[92], Minacce critiche: la Cripta Colossale[99] e Phyx[99] | Il Lupo che Piange[102], Il Destino della Tammeraut[106], La Prigione del Portatore di Fiamma[101], La Devastazione di Redshore[92], Minacce critiche: la Cripta Colossale[99] e Phyx[99] | -                                 |
| 13 | Settembre 2005 | Guerra!                                  | Sulla Punta della Lancia[331], Samurai contro Cavaliere[323], Nani in Guerra[328], Magia di Guerra[325], L'Arciere in Carica[325], L'Ecologia dei Duergar[325], Guardia da Battaglia di Tempus[317] | Padroneggiare il Gioco (parte 1)[114], Porte e Portali[115], I Segreti del Bosco dell'Arco[121]                                                                                           | Set promozionale di Clout Fantasy |
| 14 | Novembre 2005  | Paura e Mistero!                         | L'Ombra su D&D[324], Sette Domini Capitali[323], Vedere Oltre il Male[323], Ottieni il Meglio da Ogni Mucchietto d'Ossa[324], Strumenti per l'Esorcista[324], Ex Libris[327], L'Ecologia delle Streghe Notturne[324], La Voce degli Spiriti[323], I Diaboli[327], Ravenloft: Il Ritorno di Strahd[327]                            | Padroneggiare il Gioco (parte 2)[115], La Radice del Male[122] | -                                 |
| 15 | Gennaio 2006   | Alla Scoperta dei Piani                  | Terre dei Sogni[287], Città d'Ombra[322], La Luce Sconfinata[321], Quando i Celestiali Attaccano[287], Gli Infusi[321], Bestiario[287], Incantesimi di Forza[322] | PNG in 5 secondi[117], Padroneggiare il Gioco (parte 3)[117], La Morte di Lashimire[116]                                                                                                  | 4 pagine di mappe in cartoncino   |
| 16 | Marzo 2006     | Speciale Forgotten Realms                | Crimmor, Città delle Carovane[334], Intervista a Ed Greenwood[335], Nuovo Olamn, Collegio per Bardi[335], L'Ecologia dei Lucertoloidi[335], Il Ciarlatano[335], Le Sciabole Danzanti di Waterdeep[335] | Al Margine della Frontiera[119], Padroneggiare il Gioco (parte 4)[117], Impronte Demoniache[122]                                                                                          | 4 pagine di mappe in cartoncino   |
| 17 | Giugno 2006    | Speciale Alchimia                        | Stirpe Arcana 2[325], Fuochi Alchemici[334], Rimedi Alchemici[331], Le Spoglie del Drago[332], Veloce, Sfrenato e Fantastico[331], Trucchetti e Orazioni dell'Accademia degli Apprendisti[326], I Lupini[325], Il Giullare[330]                                                                                                   | Opere d'Arte e Altri Tesori Eleganti[118], L'Abbraccio del Diavolo[121] | 4 pagine di mappe in cartoncino   |
| 18 | Settembre 2006 | Speciale Eberron                         | I Signori della Polvere[337], Gli Umbragen[330], I Ciclopici[323], L'Ecologia dei Rakshasa[326], Incantesimi Insani[339] | L'Anello delle Tempeste[122], Padroneggiare il Gioco (parte 5)[118], Il Tempio Perduto di Demogorgon[120]                                                                                 | -                                 |
| 19 | Novembre 2006  | Speciale Astrologia                      | Le Stelle sono Giuste[340], La Luce Eterna[340], L'Occhio della Notte[340], Il Mastro Astrologo[340], Neverwinter Nights 24 | Padroneggiare il Gioco (parte 6)[119], Dungeon Ridimensionati[120], I Porcili[121] | -                                 |
| 20 | Febbraio 2007  | Non Morti                                | Vecna[348], La Nascita della Morte[336], Scagliare Maledizioni[348], L'Ecologia del Wight[348], Gli Oggetti dello Zodiaco[340], Maledizioni della Lama Iettatrice[339], L'Allievo dei Sidhe[339] | Padroneggiare il Gioco (parte 7)[120], Cacciatori di Taglie[120], Catene delle Fauci Nere[135]                                                                                            | -                                 |
| 21 | Giugno 2007    | Speciale Campagne                        | Incubi Viventi[324], Retaggi degli Antichi Imperi[350], Centrare il Bersaglio[349], Marchi del Drago[351], Guida di Volo[351], L'Ecologia dei Draconici[339], Talenti per la Lama Mentale[341], Arricchire i Famigli[341] | Diplomazia[144] | -                                 |

1 Tra parentesi quadre i numeri dei magazine americani da cui provengono gli articoli.

2 Lo schermo del DM in regalo è uno dei due schermi (non ufficiali) distribuiti in italiano per l'edizione 3.5. L'altro schermo 3.5 italiano è stato creato dalla Dragons' Lair.

3 Contiene solamente articoli provenienti dalla rivista Dungeon.

4 Articolo non tradotto, ma prodotto dagli autori italiani.

## Critica
L'annuncio del lancio sul mercato italiano della rivista è stato accolto con entusiasmo da tutti i fan di Dungeons & Dragons, che erano trepidanti di essere messi sullo stesso piano del pubblico americano, ottenendo materiale ufficiale che esula dai manuali editi da 25 Edition. La rivista è stata recepita con buona soddisfazione dai lettori per la qualità degli articoli e della traduzione stessa. Anche la politica di ridurre il più possibile le inserzioni pubblicitarie, presenti ma solo per 8 pagine circa in ogni numero, è stata molto apprezzata. Tuttavia a partire dal numero 17 il prezzo è aumentato da 6,90€ a 7,50€, e mentre alcuni giudicavano la decisione comprensibile, altri la criticavano.
Le lamentele più aspre, comunque, sono state causate dai continui ritardi che si verificavano all'uscita di ogni nuovo numero, il quale giungeva a casa degli abbonati (e delle edicole) diverse settimane, se non mesi, dopo la data ufficiale di pubblicazione. Alcune pubblicazioni sono ufficialmente slittate anche di mesi, come mostrato dalla tabella nella sezione precedente.